# سوکوآ آزکاراته
سوکوآ آزکاراته (انگلیسی: Sokoa Azkarate؛ زادهٔ ۱۰ مهٔ ۱۹۷۹) بازیکن فوتبال اهل اسپانیا است.
از باشگاه‌هایی که در آن بازی کرده‌است می‌توان به باشگاه فوتبال زنان رئال سوسیداد اشاره کرد.